# 松友美佐紀

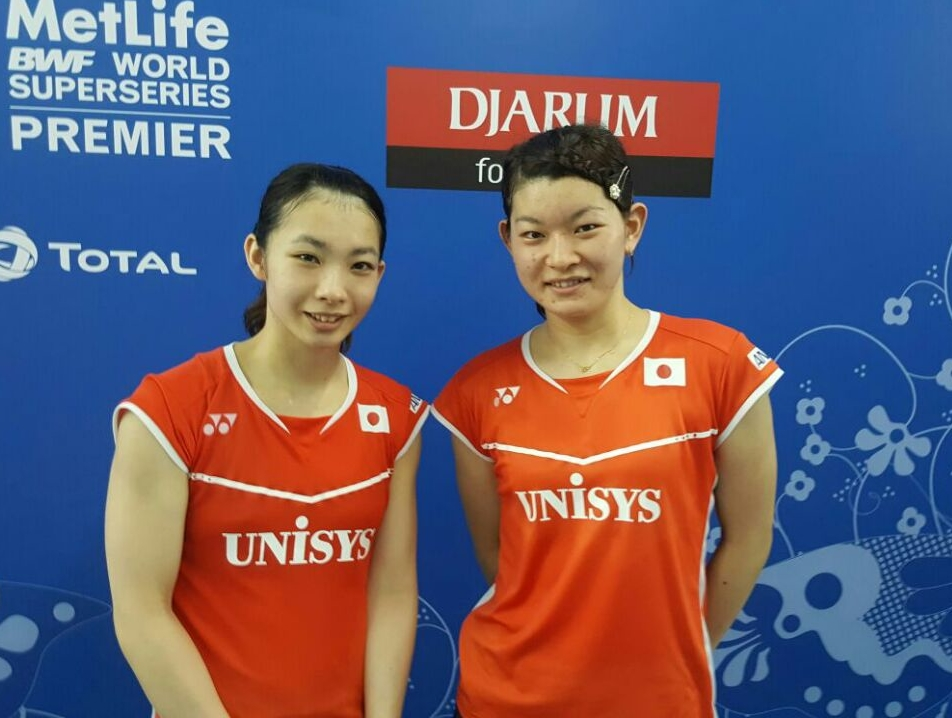
髙橋礼華との「タカマツ」ペア（BWFスーパーシリーズプレミア インドネシア・オープン2016）

松友 美佐紀（まつとも みさき、1992年2月8日 - ）は、日本のバドミントン選手。徳島県板野郡藍住町出身。バドミントン日本代表ナショナルAチームに選出されている。髙橋礼華とのペアは「タカマツ」の愛称で知られている。

## 選手経歴
5歳より、藍住エンジェルスポーツ少年団藍住エンジェルクラブ（徳島県藍住町）に所属してバドミントン競技を始めた。藍住町立藍住東小学校（徳島県藍住町）卒業。2006年（平成18年）に徳島県にて全国中学校体育大会（全中）が開催予定だったため、県外の強豪校からの誘いを断って地元の徳島市徳島中学校（徳島県徳島市）に入学した。中学3年時に迎えた徳島県での全国中学校バドミントン大会ではシングルスで優勝し、団体優勝にも貢献した。
全国高等学校総合体育大会（インターハイ）で優勝することを目標に、バドミントンの強豪校・聖ウルスラ学院英智高等学校（宮城県仙台市）に入学。高校1年だった2007年（平成19年）夏より、同校で1年先輩の髙橋礼華とダブルスを組んだ。シングルスでは高校2年時からインターハイに出場し、常盤木学園高等学校（仙台市）の1学年上にいた佐藤冴香（2012年ロンドン五輪バドミントン女子シングルス日本代表）を決勝で破って優勝した。このインターハイでは団体、シングルス、ダブルス（松友・髙橋）で優勝した。高校3年時のインターハイでは団体ベスト4、シングルスでは三谷美菜津に敗れて準優勝だった。2010年（平成22年）3月に高校を卒業すると、髙橋が所属する日本ユニシス（東京都）に4月入社した。
2014年（平成26年）、ヨネックスオープンジャパンで、女子ダブルスとして日本人初の優勝。第17回アジア競技大会で、女子ダブルスとして1970年に優勝した竹中悦子・相沢マチ子以来44年ぶりに決勝に進出し準優勝した。10月30日付女子ダブルスのBWF世界ランキングで1位となった。日本勢の世界ランク1位は全5種目を通じて初となった。BWFスーパーシリーズファイナルズでは、女子ダブルスで全種目通じて日本勢初の優勝を達成している。
2016年、全英オープン女子ダブルスで、1978年の徳田敦子・高田幹子ペア以来となる日本勢で38年ぶりに優勝した。そして同年のリオデジャネイロオリンピックに髙橋と共に女子ダブルスの代表に選出され、日本のバドミントン史上初となるオリンピックでの金メダルを獲得した。その後、株式会社テコテックとマネジメント契約をしている。
2020年東京オリンピックでの連覇を目指していたが、次第に永原和可那・松本麻佑の「ナガマツ」ペアや福島由紀・広田彩花の「フクヒロ」ペアの後塵を拝するようになり、東京オリンピックへの出場が絶望的になったことを機に、2020年8月に高橋が現役引退を発表、高校時代から続いた「タカマツ」ペアは解消することとなった。松友は現役を続行し、今後は日本ユニシスのチームメイトである金子祐樹とペアを組み、混合ダブルスで2024年パリオリンピック出場を目指す。

## 人物
- 2016年10月5日、髙橋と共に宮城県より「みやぎ絆大使」を委嘱された[17][18]。

## 主な成績

### 国内大会
| 年   | 大会             | 種目 | 成績   | Name                  |
| ---- | ---------------- | ---- | ------ | --------------------- |
| 2008 | 全日本総合選手権 | WD   | 3位    | 松友美佐紀 / 髙橋礼華 |
| 2009 | 全日本総合選手権 | WS   | 3位    | 松友美佐紀            |
| 2010 | 全日本総合選手権 | WD   | 準優勝 | 松友美佐紀 / 髙橋礼華 |
| 2011 | 全日本総合選手権 | WD   | 優勝   | 松友美佐紀 / 髙橋礼華 |
| 2012 | 全日本総合選手権 | WD   | 優勝   | 松友美佐紀 / 髙橋礼華 |
| 2013 | 全日本総合選手権 | WD   | 優勝   | 松友美佐紀 / 髙橋礼華 |
| 2013 | 全日本総合選手権 | XD   | 優勝   | 松友美佐紀 / 早川賢一 |
| 2014 | 全日本総合選手権 | XD   | 優勝   | 松友美佐紀 / 早川賢一 |
| 2015 | 全日本総合選手権 | WD   | 優勝   | 松友美佐紀 / 髙橋礼華 |
| 2015 | 全日本総合選手権 | XD   | 準優勝 | 松友美佐紀 / 早川賢一 |

### 国際大会
| 年   | 大会                                   | 種目 | 成績   | Name                  |
| ---- | -------------------------------------- | ---- | ------ | --------------------- |
| 2009 | 大阪インターナショナル                 | WD   | 優勝   | 松友美佐紀 / 髙橋礼華 |
| 2009 | ベルギー国際                           | WS   | 準優勝 | 松友美佐紀            |
| 2009 | ベルギー国際                           | WD   | 優勝   | 松友美佐紀 / 髙橋礼華 |
| 2009 | インド・オープン                       | WD   | 優勝   | 松友美佐紀 / 髙橋礼華 |
| 2010 | 世界ジュニア選手権                     | WS   | 準優勝 | 松友美佐紀            |
| 2010 | 大阪インターナショナル                 | WD   | 準優勝 | 松友美佐紀 / 髙橋礼華 |
| 2011 | ロシア・オープン                       | WD   | 準優勝 | 松友美佐紀 / 髙橋礼華 |
| 2012 | オーストラリア・オープン               | XD   | 3位    | 松友美佐紀 / 早川賢一 |
| 2012 | USオープン                             | WD   | 優勝   | 松友美佐紀 / 髙橋礼華 |
| 2012 | USオープン                             | XD   | 準優勝 | 松友美佐紀 / 早川賢一 |
| 2012 | カナダ・オープン                       | WD   | 優勝   | 松友美佐紀 / 髙橋礼華 |
| 2012 | インドネシアオープングランプリゴールド | WD   | 優勝   | 松友美佐紀 / 髙橋礼華 |
| 2012 | デンマーク・オープン                   | WD   | 準優勝 | 松友美佐紀 / 髙橋礼華 |
| 2013 | マレーシア・オープン                   | WD   | 準優勝 | 松友美佐紀 / 髙橋礼華 |
| 2013 | シンガポール・オープン                 | WD   | 準優勝 | 松友美佐紀 / 髙橋礼華 |
| 2013 | ヨネックスオープンジャパン             | WD   | 3位    | 松友美佐紀 / 髙橋礼華 |
| 2014 | マレーシア・オープン                   | WD   | 準優勝 | 松友美佐紀 / 髙橋礼華 |
| 2014 | ドイツ・オープン                       | WD   | 優勝   | 松友美佐紀 / 髙橋礼華 |
| 2014 | 全英オープン                           | WD   | 3位    | 松友美佐紀 / 髙橋礼華 |
| 2014 | ヨネックスオープンジャパン             | WD   | 優勝   | 松友美佐紀 / 髙橋礼華 |
| 2014 | ヨネックスオープンジャパン             | XD   | 3位    | 松友美佐紀 / 早川賢一 |
| 2014 | オーストラリア・オープン               | WD   | 準優勝 | 松友美佐紀 / 髙橋礼華 |
| 2014 | 第17回アジア競技大会                   | WD   | 準優勝 | 松友美佐紀 / 髙橋礼華 |
| 2014 | デンマーク・オープン                   | WD   | 準優勝 | 松友美佐紀 / 髙橋礼華 |
| 2014 | BWFスーパーシリーズファイナルズ        | WD   | 優勝   | 松友美佐紀 / 髙橋礼華 |
| 2015 | インド・オープン                       | WD   | 優勝   | 松友美佐紀 / 髙橋礼華 |
| 2015 | 中国オープン                           | WD   | 準優勝 | 松友美佐紀 / 髙橋礼華 |
| 2016 | マレーシアマスターズ                   | WD   | 優勝   | 松友美佐紀 / 髙橋礼華 |
| 2016 | 全英オープン                           | WD   | 優勝   | 松友美佐紀 / 髙橋礼華 |
| 2016 | インド・オープン                       | WD   | 優勝   | 松友美佐紀 / 髙橋礼華 |
| 2016 | アジア選手権                           | WD   | 優勝   | 松友美佐紀 / 髙橋礼華 |
| 2016 | インドネシア・オープン                 | WD   | 優勝   | 松友美佐紀 / 髙橋礼華 |
| 2016 | リオデジャネイロオリンピック           | WD   | 優勝   | 松友美佐紀 / 髙橋礼華 |
| 2016 | ヨネックスオープンジャパン             | WD   | 準優勝 | 松友美佐紀 / 髙橋礼華 |
| 2016 | デンマーク・オープン                   | WD   | 優勝   | 松友美佐紀 / 髙橋礼華 |
| 2016 | フランス・オープン                     | WD   | 3位    | 松友美佐紀 / 髙橋礼華 |

## 受賞歴
- 2016年9月9日 奈良県スポーツ特別功労賞[19]
- 2016年9月26日 徳島県民栄誉賞[20][21]
- 2016年9月26日 徳島市長スポーツ特別賞[22][20]
- 2016年9月27日 藍住町民栄誉賞[20]
- 2016年10月5日 聖ウルスラ学院 特別栄誉賞[23]
- 2016年10月5日 仙台市 賛辞の盾[23][24]
- 2016年10月5日 宮城県 県民栄誉賞[23][25]
- 2016年10月13日 第64回菊池寛賞（高橋礼華と共に受賞）[26]
- 2016年11月 紫綬褒章[27]。
- 2016年12月 世界バドミントン連盟 年間最優秀選手[28]。
- 2016年12月 第51回テレビ朝日ビッグスポーツ賞[29]